# Illmatic
Illmatic este albumul de debut al raperului american Nas. A fost lansat pe 19 aprilie 1994.

## Lista melodiilor
1. "The Genesis" - 1:45
2. "N.Y. State of Mind - 4:54
3. "Life's a Bitch" - 3:30
4. "The World Is Yours" - 4:50
5. "Halftime" - 4:20
6. "Memory Lane (Sittin' in da Park)" - 4:08
7. "One Love" - 5:25
8. "One Time 4 Your Mind" - 3:18
9. "Represent" - 4:12
10. "It Ain't Hard to Tell" - 3:22

## Editia aniversara
In 2004, o editie aniversara a 10 ani de la lansarea albumului Illmatic, cuprinzand un al doilea disc cu bonusuri, a fost lansata.
1. "Life's a Bitch (remix)" - 3:0
2. "The World Is Yours (remix)" - 3:56
3. "One Love (remix)" - 5:09
4. "It Ain't Hard to Tell (remix)" - 3:26
5. "On the Real" - 3:26
6. "Star Wars" - 4:08